# رز گراهام توماس

رز گراهام توماس (به انگلیسی: Rosa 'Graham Thomas') یکی از رقم‌های رز از نوع رزهای انگلیسی است. رنگ گل آن زرد روشن است.